# Sklodowskita
La sklodowskita es un mineral de la clase de los nesosilicatos, y dentro de esta pertenece al llamado “grupo de la sklodowskita”. Fue descubierta en 1924 en una mina de la provincia de Katanga (República Democrática del Congo), siendo nombrada así en honor de Marie Curie, cuyo nombre de soltera era Marie Sklodowska. Un sinónimo poco usado es  	chinkolobwita.

## Características químicas
Es un uranilo-silicato hidratado de magnesio, del grupo de los nesosilicatos con uranio.
Además de los elementos de su fórmula, suele llevar como impurezas: telurio, níquel, sodio y potasio.

## Formación y yacimientos
Es un raro mineral que se forma como secundario por la acción de aguas conteniendo sílice sobre la uraninita u otros yacimientos de minerales del uranio de formación temprana, en la zona de oxidación de dichos yacimientos.
Suele encontrarse asociado a otros minerales como: uraninita alterada, kasolita, soddyita, torbernita, uranofano, beta-uranofano, novacekita, metazeunerita o curita.

## Usos
Es extraído en las minas como mena del estratégico uranio. Por su fuerte radiactividad, debe ser manipulado y almacenado con los protocolos adecuados.